# Nizina Północnomazowiecka
Nizina Północnomazowiecka (318.6) – makroregion fizycznogeograficzny w Polsce, północno-wschodnia część Nizin Środkowopolskich.
Dzieli się na 7 mezoregionów:
318.61 Wysoczyzna Płońska
318.62 Równina Raciąska
318.63 Wzniesienia Mławskie
318.64 Wysoczyzna Ciechanowska
318.65 Równina Kurpiowska
318.66 Dolina Dolnej Narwi
318.67 Międzyrzecze Łomżyńskie